# Солнечно-земные связи
Солнечно-земные связи — междициплинарный раздел науки на стыке геофизики и астрофизики, изучающий связи между физическими процессами, происходящими на Солнце и Земле.  Предметом изучения этого раздела является влияние вариаций солнечного излучения в различных диапазонах, солнечного ветра и солнечных космических лучей  на процессы в околоземном межпланетном пространстве, в магнитосфере, ионосфере, нейтральной атмосфере, биосфере, гидросфере и, возможно, литосфере Земли.
Воздействие Земли на Солнце очень незначительно, поэтому в расчёт берутся только солнечные факторы (электромагнитная энергия, солнечный ветер и соответствующее магнитное поле).
Солнечное воздействие на магнитосферу Земли может проявляться в виде магнитных бурь, которые в свою очередь оказывают влияние на радиосвязь, погоду, самочувствие людей. Для динамических, с характерными временами порядка суток, проявлений солнечно-земных связей, принято название «космическая погода»,  а процессы, связанные с долгопериодическими вариациями  солнечной активности получили, по аналогии с земными процессами, название «космический климат».
С 2006 по 2018 год НАСА проводило проект Solar TErrestrial RElations Observatory (STEREO, англ. Обсерватория солнечно-земных связей). Наблюдения велись с помощью двух космических аапаратов, дававших стереоскопическое представление о солнечной активности.